# Wspólnota administracyjna Kranichfeld
Wspólnota administracyjna Kranichfeld (niem. Verwaltungsgemeinschaft Kranichfeld) – wspólnota administracyjna w Niemczech, w kraju związkowym Turyngia, w powiecie Weimarer Land. Siedziba wspólnoty znajduje się w mieście Kranichfeld.
Wspólnota administracyjna zrzesza sześć gmin, w tym jedną gminę miejską (Stadt) oraz pięć gmin wiejskich: 
1. Hohenfelden
2. Klettbach
3. Kranichfeld
4. Nauendorf
5. Rittersdorf
6. Tonndorf